# Коровин, Александр Михайлович (врач)
Алекса́ндр Миха́йлович Коро́вин (1865—1943) — русский врач-психиатр, публицист, член редколлегии журнала «Трезвость и культура».

## Биография
Родился в 1865 году.
После изучения за границей вопросов лечения алкоголизма решил открыть собственную лечебницу под Москвой, при селе Всехсвятском.
Александр Михайлович Коровин — первый председатель Первого Московского общества трезвости.
Работал врачом Московской городской Бахрушинской больницы; в 1919 году был арестован.
Умер в 1943 году.

### Личная жизнь
Сын: Евгений Александрович Коровин (1892—1964), советский юрист.